# Cantone di Pontarlier
Il cantone di Pontarlier è una divisione amministrativa francese dell'arrondissement di Pontarlier, situato nel dipartimento del Doubs nella regione della Borgogna-Franca Contea.
A seguito della riforma approvata con decreto del 25 febbraio 2014, che ha avuto attuazione dopo le elezioni dipartimentali del 2015, è passato da 24 a 10 comuni.

## Composizione
I 24 comuni facenti parte prima della riforma del 2014 erano:
- Bannans
- Bouverans
- Chaffois
- La Cluse-et-Mijoux
- Dommartin
- Doubs
- Les Fourgs
- Granges-Narboz
- Les Grangettes
- Les Hôpitaux-Neufs
- Les Hôpitaux-Vieux
- Houtaud
- Malbuisson
- Malpas
- Montperreux
- Oye-et-Pallet
- La Planée
- Pontarlier
- La Rivière-Drugeon
- Sainte-Colombe
- Saint-Point-Lac
- Touillon-et-Loutelet
- Verrières-de-Joux
- Vuillecin

Dal 2015 i comuni appartenenti al cantone sono i seguenti 10:
- Chaffois
- La Cluse-et-Mijoux
- Dommartin
- Doubs
- Granges-Narboz
- Houtaud
- Pontarlier
- Sainte-Colombe
- Verrières-de-Joux
- Vuillecin